# 주로쿠촌 (고치현)
주로쿠촌(일본어: 十六村)은 일본 고치현 도사군에 있던 촌이다. 

## 역사
- 1889년 4월 1일 - 정촌제 시행에 의해 16촌의 구역으로 성립하였다.
- 1928년 4월 1일 - 주로쿠촌이 분할로 오아자 7개는 가가미촌, 6개 오아자는 아사쿠라촌, 오아자 1개는 아가와군 이노정, 오아자 2개는 아가와군 고노타니촌에 편입해 동일 주로쿠촌은 폐지되었다.

## 교통

### 도로
현재는 고치 자동차도가 구촌 지역을 통과하지만 당시에는 미개통 상태였다. 

## 참고 문헌
- 角川日本地名大辞典編纂委員会,『角川日本地名大辞典 39 高知県』1983, 角川書店